# تاکافومی شیمیزو
تاکافومی شیمیزو (انگلیسی: Takafumi Shimizu؛ زادهٔ ۳۰ ژوئن ۱۹۹۲) بازیکن فوتبال اهل ژاپن است.
از باشگاه‌هایی که در آن بازی کرده‌است می‌توان به باشگاه فوتبال جوبیلو ایواتا اشاره کرد.